# Kouroussa (prefektur)
Kouroussa är en prefektur i Guinea.   Den ligger i regionen Kankan Region, i den centrala delen av landet, 400 km öster om huvudstaden Conakry. Antalet invånare är 159 600. Arean är 14 050 kvadratkilometer. Kouroussa gränsar till Dinguiraye Prefecture, Siguiri Prefecture, Mandiana Prefecture, Kankan Prefecture, Kissidougou, Faranah Prefecture och Dabola. 
Terrängen i Kouroussa är platt åt sydost, men åt nordväst är den kuperad.
Följande samhällen finns i Kouroussa:
- Cisséla
- Douako
- Kiniéro
- Balato
- Babila
- Kouroussa
- Koumana